# Pangkalan Brandan
Pangkalan Brandan är en ort i Indonesien.   Den ligger i provinsen Sumatera Utara, i den västra delen av landet, 1 500 km nordväst om huvudstaden Jakarta. Pangkalan Brandan ligger 5 meter över havet och antalet invånare är 25 542.
Terrängen runt Pangkalan Brandan är platt. Runt Pangkalan Brandan är det tätbefolkat, med 636 invånare per kvadratkilometer. Pangkalan Brandan är det största samhället i trakten. I omgivningarna runt Pangkalan Brandan växer i huvudsak städsegrön lövskog.